# Richard Page (musicien)
Pour les articles homonymes, voir Richard Page.
Richard Page est un auteur-compositeur-interprète et musicien américain né le 16 mai 1953. Il est connu pour être le chanteur et bassiste du groupe Mr. Mister, ainsi que pour sa participation à divers autres groupes pop rock. Il poursuit aujourd'hui une carrière solo.

## Jeunesse
Richard Page est né à Keokuk, dans l'Iowa le 16 mai 1953. Ses parents étaient tous deux musiciens professionnels.

## Carrière
Son premier groupe s'appelle Pages. Richard Page le fonde à la fin des années 1970 avec son ami Steve George.
En 1981, le duo fonde le groupe Mr. Mister avec Steve Farris à la guitare, et Pat Mastelotto à la batterie. Le groupe connaît un succès fulgurant avec l'album Welcome to the Real World (en), et notamment la chanson Broken Wings.
Mr Mister se sépare en 1990.

## L'après-Mr. Mister
Après la séparation de Mr. Mister, Richard Page entame des collaborations avec divers artistes, notamment avec Patrick Leonard et Madonna, avec qui ils co-écrivent en 1994 I'll Remember. Devant le succès de cette chanson, Page et Leonard s'associent pour fonder en 1994 le groupe Third Matinee.
Puis Richard s'essaie à une carrière solo. En 1996, il sort Shelter me. En 2010, c'est Peculiar Life, en 2011, Solo acoustic, et en 2012, Songs from the sketchbook.
Depuis 2010, Richard Page participe aux tournées du All-Starr Band, la formation variable de l'ancien batteur des Beatles Ringo Starr.
Il prête également quelquefois sa voix pour des sessions d'enregistrement, comme en août 2014, pour l'enregistrement du futur album de Ringo Starr.

## Collaborations notables
Que ce soit en tant que compositeur, parolier, choriste ou bassiste, Richard Page a collaboré avec de nombreux artistes tels que : Al Jarreau, les Pointer Sisters, Cher, Rick Springfield, Toto, Kenny Loggins, les Survivor, Barbra Streisand, Madonna, Michael Jackson, Rod Stewart, Kitaro, Whitesnake, Donna Summer, Quincy Jones, Céline Dion, Reo Speedwagon...
En 1984, Richard Page est contacté par le groupe Toto qui souhaite le voir devenir leur chanteur en remplacement de Bobby Kimball. La même offre lui est faite par le groupe Chicago pour remplacer Peter Cetera. Mais il décline les deux offres pour se consacrer à Mr. Mister.

## Vie personnelle
Richard Page vit à Malibu, Californie. Il est marié avec Linda et ensemble, ils ont quatre enfants.
L'une de ses filles, Aja Page, a enregistré en 2009 la chanson Firefly

## Discographie

### Avec le groupe Pages
- Pages (self-titled) (1978)
- Pages - Future Street (1979)
- Pages (2nd self-titled) (1981)

### Avec Mr Mister
- Mr. Mister - I Wear the Face (1984)
- Mr. Mister - Welcome to the Real World (1985)
- Mr. Mister - Go On... (1987)
- Mr. Mister - Pull (1990, released 2 novembre 2010) (www.littledumerecordings.com)

| Titre                     | Details de l'album                                             | Meilleur classement | Meilleur classement | Meilleur classement | Meilleur classement | Meilleur classement | Meilleur classement | Meilleur classement | Meilleur classement | Certifications                                 |
| Titre                     | Details de l'album                                             | US                  | AUT                 | CAN                 | NOR                 | NZ                  | SWE                 | SWI                 | UK                  | Certifications                                 |
| ------------------------- | -------------------------------------------------------------- | ------------------- | ------------------- | ------------------- | ------------------- | ------------------- | ------------------- | ------------------- | ------------------- | ---------------------------------------------- |
| I Wear the Face           | - Released: 27 mars 1984 - Label: RCA - Format: CD, LP         | 170                 | —                   | —                   | —                   | —                   | —                   | —                   | —                   |                                                |
| Welcome to the Real World | - Released: 27 novembre 1985 - Label: RCA - Format: CD, LP     | 1                   | 12                  | 2                   | 2                   | 21                  | 13                  | 10                  | 6                   | - RIAA: Platinum - BPI: Gold - MC: 3× Platinum |
| Go On...                  | - Released: 8 septembre 1987 - Label: RCA - Format: CD, LP     | 55                  | —                   | 36                  | 13                  | —                   | 9                   | 15                  | —                   | - MC: Gold                                     |
| Pull                      | - Released: 23 novembre 2010 - Label: Little Dume - Format: CD | —                   | —                   | —                   | —                   | —                   | —                   | —                   | —                   |                                                |

### Avec Third Matinee
- Third Matinee - Meanwhile (1994)

### En solo
- Richard Page - Shelter Me (1996)
- Richard Page - Peculiar Life (2010) (www.littledumerecordings.com)
- Richard Page - Solo Acoustic (live DVD/CD) (2011) (www.littledumerecordings.com)
- Richard Page - Songs from the Sketchbook (2012) (www.littledumerecordings.com)

### Apparitions notables
- Joe Zawinul's "The Immigrants" - Chanteur leader dans Shadow and Light
- Joe Zawinul's Faces And Places - Chanteur leader dans  Familiar To Me
- DeBarge's "Who's Holding Donna Now" tiré de l'album Rhythm Of The Night - chœurs
- Jon Stevens's 1982 second album éponyme - chœurs
- Sammy Hagar's 1982 album Three Lock Box - chœurs
- Bill Champlin's "Satisfaction" (d'après Runaway, 1981) - chœurs et coauteur
- Survivor's 1983 album Caught in the Game - chœurs
- Toto's 1984 album Isolation - chœurs
- Toto's 1992 song "2 Hearts" - chœurs
- Josh Groban's album Closer - chœurs
- Carole Bayer Sager's 1981 album Sometimes Late at Night - chœurs
- REO Speedwagon's 1980 album Hi Infidelity - chœurs
- Amy Grant's 1986 single "Stay for Awhile" - chœurs
- Marc Jordan's 1990 album Conserve our world - chœurs
- Marc Jordan's 1983 album A Hole In The Wall - chœurs
- David Foster - "Who's Gonna Love You Tonight" - vocals
- Un duo avec Rick Springfield sur la reprise de Mr. Mister's "Broken Wings" pour The Day After Yesterday.
- Chœurs dans Whitesnake's "Now You're Gone" de l'album Slip of the Tongue.
- Un duo remixé avec la voix de 2Pac's "Until the End of Time (Remix)" qui sample Mr. Mister's "Broken Wings" de l'album Until the End of Time.
- Toto's "Kingdom of Desire" - chœurs
- Sur une version vocale de Caravan, par Kitaro
- Voix sur une version remixée de 2Pac's 2001 single "Until the End of Time".